# Пищики (Білоцерківський район)
Пи́щики — село у Білоцерківському районі Київської області.
У селі діє Сквирський завод з виробництва м'ясокісткового борошна «Ветсанутильзавод» Мінагрополітики України.
На краю села (у бік села Великополовецьке) є мінеральне джерело.[джерело?] Вода з нього вважається цілющою.
Поблизу села — Пищиківське родовище вторинних каолінів.
В околицях села колись стояв табір військ Богдана Хмельницького.
2004 року у Пищиках збудовано нову Трьохсвятительську церкву. Стару церкву тієї ж назви (середина XVIII ст.), з метою збереження від руйнації та вандалізму, розібрали на початку 1980-х років та перевезли до Музею народної архітектури та побуту в Переяславі, де її можна знайти як церкву зі села Пищики.[недоступне посилання з грудня 2021] За інформацією М.Жарких відтворена церква в Музеї зібрана з оригінального дерева, проте не має нічого спільного з оригінальною церквою. Оригінальні фото церкви с. Пищинки представлені на сайті М.Жарких «Прадідівська Слава. Українські пам'ятки».
За часів незалежності України, до середини 2017 року, село було центром Пищиківської сільської ради, а після утворення Фурсівської об'єднаної територіальної громади село увійшло до її складу разом із селом Безугляки і належить до Білоцерківського району.

## Відомі люди

### Народились
- Герасименко Василь Явтухович — бандурист, педагог, конструктор-винахідник бандур, засновник львівської школи академічного бандурного виконавства, заслужений діяч мистецтв УРСР, професор.

## Населення

### Мова
Розподіл населення за рідною мовою за даними перепису 2001 року:
| Мова       | Відсоток |
| ---------- | -------- |
| українська | 97,37%   |
| російська  | 2,17%    |
| інші       | 0,46%    |

## Галерея

Трьохсвятительська церква (у 2012 році)
Пищиківська сільська рада
Пищиківська загальноосвітня школа I–III ступенів
Меморіал загиблих у Другій світовій війні
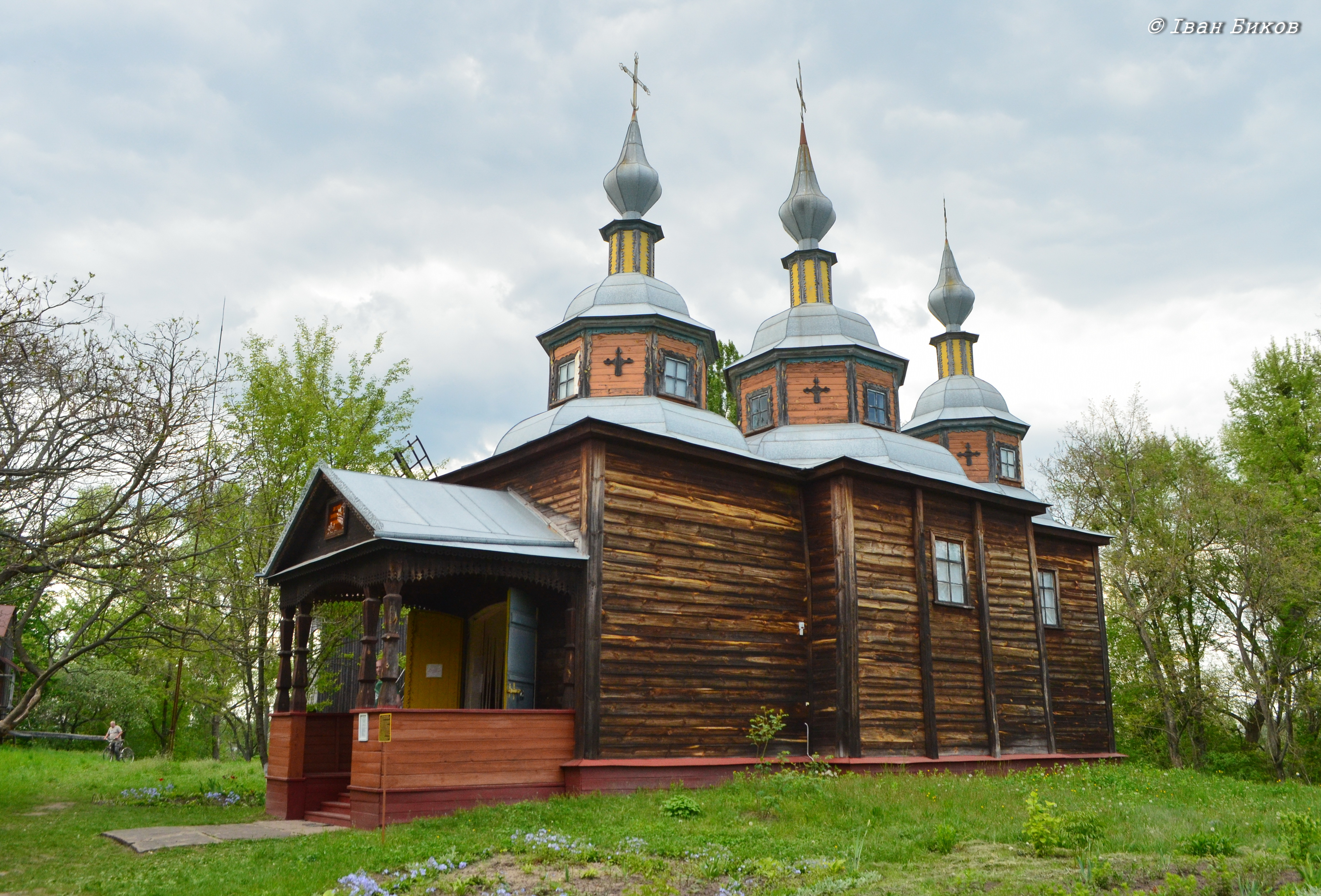
Трьохсвятительська церква з села Пищики 18 ст. у Музеї народної архітектури та побуту в Переяславі